# Stemonoporus kanneliyensis
Espèce
Statut de conservation UICN

 EN A1c, C2a : En danger
Stemonoporus kanneliyensis est une espèce de plantes du genre Stemonoporus de la famille des Dipterocarpaceae.